# Stemma di Amsterdam
Lo stemma di Amsterdam (Wapen van Amsterdam in lingua olandese) è il simbolo ufficiale della città di Amsterdam. Esso si presenta come uno scudo rosso diviso da un palo nero con all'interno tre croci di Sant'Andrea argentee, la Corona imperiale d'Austria e due leoni d'oro e il motto. Le tre croci e la corona sono un motivo frequente negli stemmi di altre città dei Paesi Bassi.

## Lo scudo

Lo scudo dello stemma di Amsterdam.

Il campo dello scudo dello stemma di Amsterdam è rosso. Il campo è occupato da un palo nero sulla cui superficie si trovano disposte, in senso verticale, tre croci di Sant'Andrea che, a seconda delle volte, sono di colore argento o bianco. Una leggenda popolare sostiene che le tre croci siano la rappresentazione delle tre grandi minacce che incombono su Amsterdam: gli incendi, le inondazioni e la peste. 
Tuttavia si ritiene che le tre croci siano state il simbolo della potente famiglia dei Persijn, di cui un esponente, Jan Persijn, fu signore della città dal 1280 al 1282. 
In stemmi di altre città, come Delft o Dordrecht, il palo simboleggia l'acqua. Nello stemma di Amsterdam, quindi, il palo nero probabilmente simboleggia il fiume Amstel. A supporto di questa tesi vi sono anche gli stemmi dei comuni di Ouder-Amstel e Amstelveen, entrambi attraversati dall'Amstel ed entrambi possesso, in passato, della famiglia Persijn.
Lo scudo figura anche sullo stemma di Curaçao, isola del mar dei Caraibi nonché nazione costitutiva del Regno dei Paesi Bassi.

## La corona imperiale
Nel 1481 Massimiliano I d'Asburgo concesse il diritto alla città di Amsterdam di raffigurare la corona imperiale sullo stemma cittadino. Questa concessione fu un ringraziamento alla borghesia di Amsterdam che, nel corso di un conflitto, aveva concesso all'Imperatore ingenti prestiti.

## Il motto
Nel 1941 la popolazione di Amsterdam scioperò contro le persecuzione patite dagli ebrei. In memoria di ciò e delle sofferenze tollerate durante la seconda guerra mondiale, la regina Guglielmina dei Paesi Bassi concesse il motto Heldhaftig, Vastberaden, Barmhartig, ovvero valorosa, decisa, misericordiosa.